# Historia Szkocji

## Prehistoria
Początki historii Szkocji sięgają czasów odległych o ponad 8 tysięcy lat, kiedy pierwsze ludy przybyły na tereny obecnej Szkocji. Był to wówczas jeden z ostatnich nieskolonizowanych obszarów świata, zarazem jeden z ostatnich bastionów epoki lodowcowej – osadnictwo następowało w miarę wycofywania się lodowca. Ten późny start znajdzie odzwierciedlenie w ciągu następnych kilku tysięcy lat historii Szkocji, jako że ze zdobyczami takimi jak rolnictwo, brąz i narzędzia z żelaza zapozna się ona jako jedno z ostatnich miejsc w Europie. Pierwsze stałe osady w Szkocji powstały co najmniej 5000 lat p.n.e. Znane stanowisko archeologiczne w Skara Brae na Orkadach datowane jest na 2000 lat p.n.e. Ludy te były również mistrzami monumentalnych budowli, oddając się zajęciu, które bardziej na południe zaowocowało powstaniem zadziwiających budowli typu Stonehenge.

Wyspy Brytyjskie VI-VII wieku n.e. (dla ułatwienia naniesiono współczesne nazwy geograficzne)

Współcześni Szkoci to głównie Celtowie, natomiast o pochodzeniu najwcześniejszych mieszkańców tych terenów wiadomo niewiele. Pierwsi Celtowie przybyli do Szkocji w V wieku. Byli to Brytowie z Brytanii, potomkowie ludów celtyckich, które przybyły na wyspę w bliżej niesprecyzowanym czasie i prawdopodobnie przemieszały się z pierwotną ludnością tych obszarów. Byli oni również spokrewnieni z Celtami irlandzkimi. Język i kultura pierwotnych mieszkańców Szkocji wkrótce zanikły, pozostawiwszy jedynie ślad w postaci kilku bardzo starych nazw geograficznych.
Pierwsze pisemne przekazy historyczne na temat Szkocji są pochodzenia rzymskiego. Po serii zwycięstw na południu Brytanii w roku 79 na tereny Szkocji wszedł na czele swych wojsk Juliusz Agrykola. Zaciekły opór Kaledończyków sprawił, że wojska rzymskie nie zdołały spacyfikować całego obszaru Szkocji i zatrzymały się na linii pomiędzy rzeką Tyne i zatoką Solway, która tymczasowo wyznaczyła południowe kresy Szkocji i północną granicę Cesarstwa Rzymskiego na Brytanii. Powstał wówczas Mur Hadriana. Wobec zajadłych ataków Kaledończyków namiestnik Lollius Ubricus zarządził budowę kolejnych umocnień, tym razem bardziej na północ, na linii naturalnego przewężenia Forth-Clyde. Tak powstał Mur Antoninusa, który był o połowę krótszy od Muru Hadriana i łatwiejszy do obrony. Mur Antoninusa stanowił jednak północną rubież Cesarstwa Rzymskiego na Brytanii tylko przez dwa następne dziesięciolecia. Już około 160 roku Rzymianie cofnęli się poza Mur Hadriana, który pozostawał północną granicą cesarstwa aż do początków V wieku, do czasu opuszczenia Brytanii przez Rzymian.
Fakt, że Rzymianom nie udało się podbić Kaledonii, można uznać za triumf Kaledończyków i być może nawet powód do narodowej dumy. Jednakże w praktyce oznaczało to odizolowanie Szkocji od głównego nurtu europejskiej myśli i kultury. W rezultacie przez prawie tysiąc lat kraj ten był obszarem zacofanym i prowincjonalnym.
W początkowej fazie wycofywania się Rzymian populacja Szkocji składała się z czterech głównych grup etnicznych:
- Piktowie – byli ludem, którego pochodzenia do dziś w pełni nie wyjaśniono; zajmowali większą część Szkocji, na północ od linii między Firth of Clyde i Firth of Forth, obszar zwany wówczas Piktawią
- Anglosasi (Anglowie i Sasi) – zajmowali obszar na południe od Firth of Forth, aż po południowe granice Nortumbrii
- Brytowie – byli ludem miejscowym, ale pozostającym pod silnym wpływem Rzymu
- Szkoci – przedstawiciele najświeższej fali imigracyjnej z Irlandii, zamieszkiwali wyspy u zachodnich wybrzeży Szkocji, tworząc królestwo Dalriady.

## Początki chrześcijaństwa i wczesne średniowiecze
Chrześcijaństwo zostało wprowadzone do Szkocji przez świętego Niniana, działającego tam od roku 397. Z Candida Casa, położonego na linii Solway Firth, gdzie działał, nowa wiara rozprzestrzeniła się na południowych i wschodnich rubieżach Szkocji, a także na północy Anglii. Według późniejszych kronikarzy, w tym św. Patryka, Piktowie wyrzekli się chrześcijaństwa już w następnym stuleciu po śmierci św. Niniana. Przyczyna tego nie jest znana. Ponowną chrystianizację Piktów przeprowadzili Szkoci, stopniowo coraz bardziej oddalający się od swych pierwotnych, celtyckich bogów. Najsławniejszym ewangelistą działającym w tym czasie na obszarze Szkocji był Kolumba z Iony. Przybył on do Szkocji w 563 roku i osiadł na wyspie Iona. Jego (wątpliwe) nawrócenie piktyjskiego władcy Brude jest uznawane przez niektórych za punkt zwrotny w historii chrześcijaństwa w Szkocji.

## Pierwsi historyczni władcy Szkotów – dynastia Mac Alpinów (800–1058)
Kenneth I MacAlpin (gael. Coinneach Mac Ailpín) król Dalriady 841–858 i Piktów od 848.
Kenneth jako najstarszy syn króla Dalriady Alpina II objął po nim władzę w 841 r. W 843 r., wykorzystując piktyjskie pochodzenie swej matki oraz osłabienie Piktów normańskimi najazdami, narzucił królom piktyjskim swoją zwierzchność. Ostatecznie po śmierci ostatniego króla piktyjskiego w 848 r. został pierwszym królem Szkotów i Piktów, co zapoczątkowało jednoczenie ziem Szkocji. Jego królestwo obejmowało ziemie na północ od zatok Firth of Forth i Firth of Clyde. Kenneth MacAlpin w 849 r. przeniósł relikwie św. Kolumby oraz stolicę kościelną z Iony do Dunkeld nad rzeką Tay.
Dwóch synów Kennetha: Konstantyn I i Aed zostało królami Szkocji, a jego trzy córki zostały wydane za mąż za władców sąsiednich królestw: Strathclyde, Dublina i Irlandii.
Po śmierci Kennetha I połączony tron szkocki i piktyjski objął jego młodszy brat Donald I.
Zjednoczone królestwa Szkotów (Dalriada) i Piktów nazywano w języku gaelickim Alba, a po łacinie Scotia. Tytułem królewskim był „król Szkotów” (łac. rex Scotorum).
Donald I król Alby (Szkocji) 858–862.
Był młodszym synem króla Dalriady Alpina II. Objął władzę nad Piktami i Szkotami po swoim bracie Kennecie MacAlpinie. Ustanowił zbiór praw i zasad (tzw. prawa Aeda), które kodyfikowały m.in. tradycyjny zwyczaj wyboru następcy naczelnika czy króla spośród członków klanu (tanistry) jeszcze za życia króla. W taki sposób został wybrany następca Donalda I, jego bratanek, Konstantyn I. Zwyczaj tanistry w szkockiej rodzinie panującej przetrwał aż do czasów króla Malcolma II w XI w.
Donald MacAlpin nie był żonaty i nie pozostawił potomków; zmarł w 862 r., lecz nie są znane okoliczności jego śmierci oraz miejsce pochówku.
Konstantyn I król Alby (Szkocji) 862–877.
Najstarszy syn Kennetha I, został wybrany na króla Szkotów i Piktów jeszcze za życia poprzednika, swojego stryja, Donalda I. Panowanie Konstantyna wypełniały ciągłe walki z wikingami i próby rozszerzenia królestwa na południe.
Konstantyn pomyślnie odparł w 864 r. najazd swojego szwagra, Olafa Białego z Dublina. Następna wyprawa Normanów na szkockie ziemie pod wodzą Thorstena Czerwonego również została powstrzymana. Kolejne wyprawy wikingów z Dublina kierowały się bardziej na południe, do brytyjskiego królestwa Strathclyde. Po złupieniu jego stolicy, Dumbarton, w 872 r. Olaf w porozumieniu z Konstantynem zamordował króla Arthgala, a władcą Strathclyde został inny szwagier Konstantyna – Rhun, ale już jako podległy szkockiemu królowi.
Ostatecznie ze starć z Normanami Konstantyn wyszedł pokonany. Najeźdźcy z Dublina założyli swoją osadę w Fife (na wschodzie Szkocji) skąd dokonywali dalszych najazdów. Konstantyn zginął w jednej z bitew z wikingami pod Inverdovat w 877 r. i został pochowany na wyspie Iona, tradycyjnym miejscu spoczynku królów szkockich. Tron po nim objął jego młodszy brat Aed, a jedyny syn panował w latach 889–900 jako Donald II.
Aedh, Aed król Szkotów 877–878.
Młodszy syn króla Kennetha I MacAlpina, objął władzę po swoim bracie Konstantynie I. Szczegóły jego krótkich rządów nie są znane. Miał dwóch synów: starszy objął tron szkocki jako Konstantyn II w 900 r., młodszy, jako Donald I panował w podległym Szkotom królestwie Strathclyde w latach 908–925.
Aedh zginął w bitwie z Normanami pod Strathallan w 878 r. Zgodnie ze zmodyfikowanym przez Donalda I szkockim zwyczajem tzw. tanistry, następcą wyznaczony był Giric, syn Donalda I. W wyniku spisku królem został także Eochaid, syn króla Strathclyde Rhuna i siostry Aeda. Ostatecznie rządy w Szkocji sprawowali wspólnie Giric i Eochaid.
Eochaid, Eocha, Eochu król Strathclyde 877–889 i Szkotów 878–889 (razem z Giricem)
Giric (zm. 889) król Szkotów 878–889
Eochaid po matce wnuk Kennetha I, syn Rhuna MacArthgala, władcy Strathclyde, brytyjskiego królestwa podległego Szkotom. Natomiast Giric był synem króla Donalda I.
Eochaid, zgodnie ze szkocką tradycją tanistry, jako pochodzący z żeńskiej linii, nie mógł być wybrany na króla Szkotów. W celu zdobycia tronu zawiązał spisek z prawowitym sukcesorem – Giricem. Po obaleniu Aeda obydwaj kuzyni rządzili jednocześnie, ale brak jest bliższych danych o tym okresie. Obydwaj zostali usunięci przez potomka Kennetha I w linii męskiej – Donalda II w 889 r.; Giric zginął w bitwie pod Dundurn w środkowej części kraju, a Eochaid został wygnany ze Szkocji.
Donald II król Szkotów w latach 889–900.
Syn króla Konstantyna I. Przejął władzę po śmierci Girica. Podczas jego panowania Szkocję najechali Normanowie, których pokonał w bitwie pod Innisibsolian. Niejasne są do końca okoliczności jego śmierci w roku 900. Część źródeł twierdzi, że zginął zabity w Opidum Fother (obecne Dunnottar), natomiast część, że umarł zniedołężniały podczas kampanii przeciwko szkockim góralom. W czasie jego panowania królestwo Strathclyde pozostawało pod bezpośrednią szkocką kontrolą.
Konstantyn II Król Alby w latach 900–943.
Syn Aedha. Był jednym z najdłużej panujących królów Szkocji, dłużej od niego panował tylko Wilhelm I Lew.
Konstantyn II był wielkim wrogiem wikingów. Gdy Anglia została najechana i bronił się już tylko Wessex wyruszył ze swą armią przeciw wspólnemu wrogowi. Kronika biskupa Cellacha (1. kronika Szkocji) wspomina to tak:
„Spotkał się na wzgórzu Blief i wezwał armię ze Scone; po otrzymaniu błogosławieństwa ruszył do walki z północnymi najeźdźcami.”
W 914 wysłał swą armię do Irlandii by pokonać niepokornego Ivresa.
Narobił sobie wrogów u południowych sąsiadów i zdobył wiele miast angielskich, m.in. Chester, Sunderland. Zdobył Bernicię, a jego syn Eochaid wkroczył tryumfalnie do Manchesteru.
Został zmuszony do abdykacji przez swego kuzyna Malkolma II, nie próbował odzyskać tronu. Po śmierci został pochowany na wyspie Iona. Tron zdołał odzyskać jego syn Indulf w 954 roku.
Kenneth III król Alby (Szkocji) 997–1005.
Kenneth był synem króla Dubha. Jako ostatni ze szkockich władców objął tron według starego zwyczaju tanistry, zgodnie z którym został wyznaczony na następcę przez umierającego króla Konstantyna III.
Kenneth III zginął wraz ze swym synem Giricem w bitwie pod Monzievaird z rąk kuzyna, Malcolma II, który następnie objął tron szkocki, a pod koniec swoich rządów wymordował wszystkich męskich potomków Kennetha III.
Kenneth III był dziadkiem żony Makbeta, królowej Gruoch, pierwowzoru postaci lady Macbeth z dramatu Williama Shakespeare’a.